# Lost and Found
Lost and Found (с англ. — «Потеряно и найдено») — третий студийный альбом американской ню-метал-группы Mudvayne, выпущенный 12 апреля 2005 года на лейбле Epic Records. Альбом дебютировал со второй строчки чарта Billboard, а 30 мая получил статус золотого. По состоянию за август 2014 года было продано около 1 000 000 копий, что делает его самым успешным альбомом группы на сегодняшний день.

## История
После открытия концерта Metallica на Summer Sanitarium в 2003 году, Mudvayne взяли отпуск, чтобы восстановиться и приступить к записи нового альбома. Продюсером альбома выступил Дейв Фортман. Группа выбрала Фортмана, потому что чувствовала, что он сможет комбинировать экстремальные элементы группы. Чед Грей: 

Нам очень повезло работать с некоторыми замечательными продюсерами. Гарт Ричардсон захватил необработанную энергию группы в первом альбоме, а Дэвид Ботрилл дал нашей музыке трехмерное качество во втором альбоме. Для этой записи мы попросили Дэйва Фортмана спродюсировать наш альбом, потому что нам нужен был кто-то, кто мог бы объединить оба эти элемента в звук, который является жестоким и красивым.Оригинальный текст (англ.)We've been extremely fortunate to work with some amazing producers. Garth Richardson captured the band's raw energy on the first record and David Bottrill gave our music a three-dimensional quality on the second record. For this record, we asked Dave Fortman to produce because we wanted someone who can bring both of those elements together into a sound that's brutal and beautiful. 
Прежде чем отправиться в студию Record Plant в Сосалито, штат Калифорния, чтобы записать новый альбом, группа провела время с Дейвом Фортманом для пре-продакшна. Чед сказал: 

Я обнаружил, что эти первые несколько дней являются самыми важными, когда речь заходит о настройке тонального сигнала альбома и о том, как группа бросает вызов своим целям и тонко настраивает инструменты для максимального эмоционального воздействияОригинальный текст (англ.)I've found that those first few days are the most important when it comes to setting the album's tone and challenging the band about their goals and fine-tuning the arrangements for maximum emotional impact. 
 Группа арендовала ранчо в Северной Калифорнии, где они писали и репетировали песни из предстоящего альбома. Они превратили свой многоэтажный гараж в импровизированную студию. Как и в предыдущем альбоме группы, Mudvayne решили изолировать себя, чтобы вдохновиться для написания песен. Мэтт МакДоноу заявил: 

Установление четких целей для каждой песни было ключом к быстрым результатам Mudvayne. Это странное противоречие, но это может быть очень либеральным, чтобы установить ограничения на творчество, пока вы не позволяете этим ограничениям определять вас. Много творческой энергии, когда вы перестаете тянуть идею в пятидесяти разных направлениях и начинаете толкать её в одном.'Оригинальный текст (англ.)Establishing clear goals for each song has been the key to Mudvayne's quick results. It's a strange contradiction, but it can be very liberating to set limitations on creativity as long as you don't let those limitations define you. It frees up a lot of creative energy when you stop pulling an idea in fifty different directions and start pushing it in one. 
К 27 мая 2004 года группа закончила писать 12 песен для альбома. Чад, Райан, Грег и Мэтт покинули ранчо в Санта-Крус и вернулись по своим домам в Калифорнии, Иллинойсе и Висконсине. В субботу, 12 июня 2004 года группа вновь собралась, чтобы начать запись альбома.
Песня «Small Silhouette» была записана во время сейшенов Lost and Found, позже она появилась в саундтреке «Мастера ужасов» на канале VH1.

## Музыка и лирика
Lost and Found был описан как хард-рок-альбом музыкальным сайтом Consequence of Sound. Он включает в себя элементы трэш-метала. Песня «Determined» (первоначально названная «Fucking Determined») использует элементы грув-метала и хардкор-панка, в то время как лирическое содержание песни «IMN» вращается вокруг самоубийства, повторяющаяся тема в песнях Mudvayne. Трек «Choices» был описан Чедем как «восьмиминутный опус». На сегодняшний день это самая длинная песня Mudvayne.
Группа назвала альбом как возвращение к сырому звучанию альбома L.D. 50, гитарист Грег Трибетт в интервью журналу Rolling Stone говорил: 

Вместо того, чтобы быть всё пятно, мы определённо собираемся получить сырой звук на этой пластинке. Последняя была довольно гладкой, а первая запись L.D. 50 была сырой, Поэтому мы немного смешаем его.Оригинальный текст (англ.)Instead of being all slick, we're definitely going for a raw sound on this record. The last one was pretty smooth and the first record, L.D. 50, was raw, so we're kind of mixing it up a little bit. 
 Мэтт МакДоноу сказал, что он считает, что музыка в альбоме будет отражать утончённость сложного структурированного хард-рока Mudvayne, уравновешенного против большей мелодии, чем любой предыдущий альбом. Басист Райан Мартини добавил: 

Наша цель для третьего альбома — сделать музыку, которая будет радовать нас, потому что, если она сделает нас счастливыми, тогда остальное само по себе сложится.Оригинальный текст (англ.)"Our goal for the third album is to make music that pleases us because if it makes us happy then the rest will take care of itself." 
Многие критики утверждают, что в этом альбоме группа отказались от звучания их предыдущих альбомов.

## Промоушен
Музыкальные клипы были сняты для всех четырёх синглов альбома: «Determined», «Happy?», «Forget to Remember» и «Fall into Sleep». В клипе на песню «Determined» показывают, как группа играет песню перед большой группой фанатов, которые устраивают мош. Клип был снят в городе Нью-Йорк. Композиция «Determined» присутствует в саундтреке к игре Need for Speed: Underground 2.
«Happy?» является открывающей песней сезона 2005 года Всемирной Федерации Рестлинга.
«Forget to Remember» присутствует в саундтреке к фильму Пила II.

## Критика
За первую неделю было продано 100,000 копий альбома.
В «Entertainment Weekly» есть позитивный обзор, в котором говорилось, что «Ткачество кристаллизовывает мелодии в свои кластеры ярости подписи, металхеды падают носом в более чистых водах, не теряя при этом никакой грязи».
Джонни Лофтус из Allmusic похвалил открывающий трек «Determined», написав в своём обзоре: «Их заглавная песня „Determined“- один из самых сильных треков Mudvayne, это кулакоразмахивающий взрыв современного трэша». Тем не менее он дал смешанный обзор, написав, что «Энергия в „Determined“ и „Just“ подрывается извилистым „TV Radio“ и „Fall into Sleep“, и в конечном итоге Mudvayne теряется между трэшем и разбавленной преданность к Slipknot.»
Также смешанный отзыв об альбоме писали в журнале Q: «(Mudvayne) держатся духом, сокрушительно средним».
Popmatters дали негативный обзор альбому, написав, что «Lost and Found — это, в конечном счёте, бессмысленный альбом, который, возможно, хорошо продавался шесть лет назад, но сегодня выглядит серым и безнадёжно прошедшим».
Metacritic оценила альбом в 46 баллов из 100
В Billboard писали: «Альбом, хоть и не ужасный, но не очень запоминающийся».
Песня «Determined» была номинирована на премию Грэмми в номинации «Лучшее метал-исполнение», но проиграла песне «Before I Forget» группы Slipknot.

## Список композиций
Слова и музыка всех песен — Mudvayne.
| №                   | Название                                      | Длительность |
| ------------------- | --------------------------------------------- | ------------ |
| 1.                  | «Determined» (Стойкий)                        | 2:39         |
| 2.                  | «Pushing Through» (Проталкиваясь сквозь)      | 3:28         |
| 3.                  | «Happy?» (Счастлив?)                          | 3:37         |
| 4.                  | «IMN»                                         | 5:51         |
| 5.                  | «Fall into Sleep» (Упасть в сон)              | 3:51         |
| 6.                  | «Rain. Sun. Gone.» (Дождь.Солнце.Пропащий.)   | 4:35         |
| 7.                  | «Choices» (Выборы)                            | 8:05         |
| 8.                  | «Forget to Remember» (Разучиться помнить)     | 3:35         |
| 9.                  | «TV Radio» (Телевизор, радио)                 | 3:26         |
| 10.                 | «Just» (Хотя бы)                              | 3:00         |
| 11.                 | «All That You Are» (Всё то, чем ты являешься) | 6:11         |
| 12.                 | «Pulling the String» (Дёргая струну)          | 5:05         |
| Общая длительность: | Общая длительность:                           | 53:29        |

## Участники записи
| - Чед Грей — вокал - Грег Триббетт — бэк-вокал, гитара - Райан Мартини — бас-гитара - Мэтью Макдоноу — барабаны - Дейв Фортман — продюсер, микширование, аудиоинженер - Джереми Паркер — микширование | - Майк Боден — ассистент аудиоинженера - Джереми Паркер — микширование - Майк Боден — ассистент аудиоинженера - Маурицио Серна — ассистент аудиоинженера - Тони Террибоун — ассистент аудиоинженера - Тед Дженсе — мастеринг - Девун Фортман — бэк-вокал («Choices») - Эринн Фортман — бэк-вокал («Choices») - Лия Герминаро — бэк-вокал («Choices») |  |

## Позиции в чартах
| Чарт (2005)              | Позиция в чарте |
| ------------------------ | --------------- |
| Australian Albums Charts | 12              |
| Austrian Albums Charts   | 75              |
| French Albums Charts     | 132             |
| German Albums Charts     | 51              |
| New Zealand Albums Chart | 20              |
| Swedish Albums Chart     | 11              |
| UK Albums Chart          | 87              |
| The Billboard 200        | 2               |

| Год  | Песня                | US | US Alt. | US Main. |
| ---- | -------------------- | -- | ------- | -------- |
| 2005 | «Happy?»             | 89 | 8       | 1        |
| 2005 | «Forget to Remember» | —  | —       | 8        |
| 2006 | «Fall into Sleep»    | —  | —       | 4        |